# Andreas Bergwall
Carl Erland Andreas Bergwall, född 10 juni 1974 i Lesjöfors i Rämmens församling i Värmlands län, är en svensk före detta bandymålvakt som började sin bandykarriär i Lesjöfors IF och representerade som sista klubb AIK i Elitserien. Han är yngre bror till  Marcus Bergwall.

## Biografi
Bergwall spelade ungdomsåren i Lesjöfors IF, men började säsongen 1996/1997 spela för IFK Kungälv.
Han landslagsdebuterade 1996 och blev i sin 141:a landskamp, vid VM-premiären mot Finland i Kazan 2011, ensam innehavare av rekordet för flest svenska bandylandskamper. Bergwall är Stor grabb nummer 216.
Bergwall avslutade spelarkarriären i mars 2022.
Bandysäsongen 2022-2023 var Bergwall tränare i IK Tellus i bandyallsvenskan. Från säsongen 2023-2024 är han huvudtränare i Sandvikens AIK i bandyns elitserie.

## Meriter
SM-guld i bandy: (5) 1999, 2001, 2013, 2015, 2016

VM-guld i bandy: (7) 1997, 2003, 2005, 2009, 2010, 2012, 2017